# Menhirs de Men Plat (Houat)
Les menhirs de Men Plat sont un groupe de deux menhirs situés sur l'île d'Houat dans le département français du Morbihan.

## Historique
Les menhirs sont mentionnés dès 1826 par Bachelot de la Pylaie. Ils sont classés au titre des monuments historiques par arrêté du 19 mai 1931.

## Description
Les deux menhirs sont en granite, tous deux couchés au sol, distants de 5 m. Leur nom en breton Men Plat signifiant « pierres plates », il est vraisemblable qu'ils sont dans cette position depuis longtemps. Le menhir occidental mesure 3,47 m de long pour une largeur maximale de 0,88 m et le menhir oriental mesure 3,94 m pour une largeur maximale de 1,57 m. Les faces visibles des deux menhirs sont fortement érodées. Le sol environnant est jonché de moellons en quartz dont certains ont servi de percuteurs. Un bloc de leucogranite a été découvert sur place : poli de manière uniforme sur une face il fait penser à une meule, l'autre face comporte deux cuvettes de percussion indiquant qu'il a servi d'enclume pour tailler des galets de silex.
Le menhir de Men Gwen, dont le nom signifie « pierre blanche » en breton, qui était situé à quelques mètres au nord-ouest, lui-même classé au titre des monuments historiques par le même arrêté n'a jamais été revu. Selon Le Rouzic, le menhir était lui aussi couché et mesurait 3,75 m de long pour 0,70 m de largeur. 